# Hino (Familie)

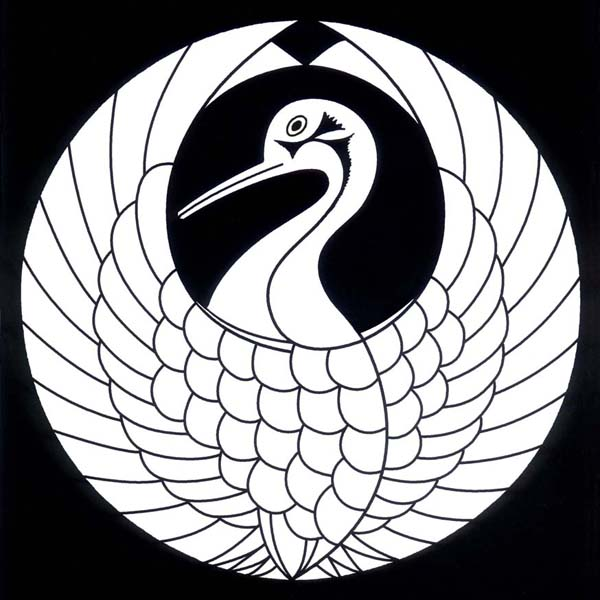
Wappen der Hino
(Kreisförmiger Kranich)

Die Hino (japanisch 日野家, Hino-ke) waren eine Familie des japanischen Hofadels (Kuge), die sich von den Fujiwara ableitete.

## Genealogie
- Kanemitsu (兼光; 1145–1196), ein Sohn Sukenagas, wurde im Jahr 1191 zum Kebiishi no bettō (Chef der Polizei und Strafverfolgung) ernannt.
  - Suketomo (資朝; † 1332), ein Sohn Toshimitsus (俊光; † 1326), wurde 1321 Ratsmitglied (参議, sangi), 1323 Kebiishi-bettō. Er unterstützte Kaiser Go-Daigo bei seinem Kampf gegen die Hōjō. Vom Kaiser beauftragt, Unterstützer zu finden, brachte er Toki Yorinaga und Tajimi Kuninaga mit ihren Truppen von Mino aufzumarschieren, aber Hōjō Takatoki aus Kamakura ordnete an, ihn zu verhaften und auf die Insel Sado ins Exil zu schicken, Später, als Takatoki Go-Daigo auf die Oki-Inseln verbannte, brachte er Homma Yamashiro-nyudō, den Gouverneur von Sado, dazu, Suketomo zu ermorden.
    - Kunimitsu (邦光), ein Sohn Suketomos, machte sich auf den Weg nach Sado, als er vom Tode seines Vaters hörte, schlich in Hommas Haus und tötete den Gouverneur. Zurück in Kyōto diente er treu den Kaisern Go-Daigo und Go-Murakami. 1350 ging er nach Kyūshū, um Prinz Yasunaga zu unterstützen. Er konnte Shōgun Ashikaga Yoshiakira schlagen.

  - Sukena (資名), ein Bruder Suketomos, diente zunächst Kaiser Go-Daigo, aber als Ashikaga Takauji sich selbst zum Shōgun ernannte, übernahm er eine Tätigkeit von ihm. Er blieb jedoch Kaiser Hanazono verbunden.
  - Sukeaki (資明; 1309–1365), ein weiterer Bruder der oben genannten, folgte Sukena in seinen Diensten für Go-Daigo, und danach für Kaiser Kōmyō. Auf der anderen Seite überließ im Takauji einen Teil der Domäne, die zum Schrein von Ise gehörte.
- Arimitsu (有光; † 1443), ein Sohn Sukenoris, war Go-Dainagon. 1425 legte er sein Amt nieder und schor sein Haupt. 1443 stieg er bei Nacht mit 300 Mann heimlich in den Kaiserpalast ein, stahl die drei Reichsinsignien und brachte sie zu Prinz Ogura, der Priester des Enryaku-ji war. Shōgun Ashikaga Yoshinori ließ die beiden durch Hatakeyama Mochikuni (畠山基國; 1352–1406) verfolgen, der sie festnehmen konnte. Ogura nahm sich das Leben, Arimitu wurde zum Tode verurteilt.

Die Hino existierten weiter, nach der Meiji-Restauration wurde das Oberhaupt zum Fürsten ernannt.